# Steve Foster
Pour les articles homonymes, voir Foster.
Steve Foster, né le 24 septembre 1957 à Portsmouth (Angleterre), est un footballeur anglais, qui évoluait au poste de défenseur central à Brighton and Hove Albion et en équipe d'Angleterre.
Foster n'a marqué aucun but lors de ses trois sélections avec l'équipe d'Angleterre en 1982.

## Carrière
- 1975-1979 : Portsmouth
- 1979-1984 : Brighton and Hove Albion
- 1984 : Aston Villa
- 1984-1989 : Luton Town
- 1989-1992 : Oxford United
- 1992-1996 : Brighton and Hove Albion

## Palmarès

### En équipe nationale
- 3 sélections et 0 but avec l'équipe d'Angleterre en 1982

### Avec Brighton and Hove Albion
- Finaliste de la Coupe d'Angleterre de football en 1983

### Avec Luton Town
- Vainqueur de la Coupe de la Ligue anglaise de football en 1988
- Finaliste de la Coupe de la Ligue anglaise de football en 1989
- Finaliste de la Full Members Cup en 1988